# Công nghệ tài chính
Công nghệ tài chính (fintech) là công nghệ mới và đổi mới nhằm cạnh tranh với các phương pháp tài chính truyền thống trong việc cung cấp các dịch vụ tài chính. Việc sử dụng điện thoại thông minh cho dịch vụ ngân hàng di động, dịch vụ đầu tư và tiền mã hóa là những ví dụ về công nghệ nhằm làm cho các dịch vụ tài chính dễ tiếp cận hơn với công chúng. Các công ty công nghệ tài chính bao gồm cả công ty mới thành lập và các công ty tài chính và công nghệ cố gắng thay thế hoặc tăng cường việc sử dụng các dịch vụ tài chính do các công ty tài chính hiện có cung cấp.

## Định nghĩa
Sau khi xem xét hơn 200 bài báo khoa học trích dẫn thuật ngữ "fintech",  một tập hợp những nghiên cứu khoa học toàn diện nhất về định nghĩa fintech kết luận rằng "fintech là một ngành công nghiệp tài chính mới áp dụng công nghệ để cải thiện hoạt động tài chính."  FinTech là các ứng dụng mới, quy trình, sản phẩm hoặc mô hình kinh doanh trong ngành dịch vụ tài chính bao gồm một hoặc nhiều dịch vụ tài chính bổ sung và được cung cấp như là một quá trình kết thúc thông qua Internet..

## Các khu vực chính
Công nghệ tài chính đã được sử dụng để tự động hoá bảo hiểm, kinh doanh, và quản lý rủi ro.
Các dịch vụ có thể bắt nguồn từ nhiều nhà cung cấp dịch vụ độc lập khác nhau bao gồm ít nhất một ngân hàng được cấp phép hoặc công ty bảo hiểm. Việc kết nối được kích hoạt thông qua các API mở và ngân hàng mở và được hỗ trợ bởi các quy định như Hướng dẫn Dịch vụ Thanh toán Châu Âu.
Đầu tư toàn cầu vào công nghệ tài chính đã tăng hơn 2,200% từ 930 triệu USD năm 2008 lên hơn 22 tỷ USD vào năm 2015. Theo văn phòng của Thị trưởng London, ngành công nghệ tài chính mới nổi ở London đã có sự tăng trưởng nhanh chóng trong vài năm gần đây. 40% lực lượng lao động của thành phố London được tuyển dụng trong các dịch vụ tài chính và công nghệ.
Ở Châu Âu, vào năm 2014, các công ty công nghệ tài chính đã đầu tư 1,5 tỷ đô la Mỹ, với các công ty có trụ sở tại London nhận được 539 triệu đô la, các công ty ở Amsterdam trị giá 306 triệu đô la, và các công ty ở Stockholm nhận 266 triệu đô la đầu tư. Sau London, Stockholm là thành phố được tài trợ cao thứ hai ở châu Âu trong 10 năm qua. Các hợp đồng FinTech của châu Âu đạt mức cao nhất trong năm quý, tăng từ 37 trong quý 4 năm 2015 lên 47 trong quý 1 năm 2016. Litva đang bắt đầu trở thành một trung tâm phía Bắc châu Âu cho các công ty công nghệ tài chính kể từ khi nước Anh thoát khỏi Liên minh châu Âu. Theo số liệu thống kê, Lithuania đã ban hành 51 giấy phép fintech từ năm 2016, trong đó bao gồm 32 giấy phép từ năm trước.
Tại khu vực Châu Á Thái Bình Dương, sự tăng trưởng sẽ mở ra một trung tâm công nghệ tài chính mới tại Sydney, vào tháng 4 năm 2015. Theo KPMG, ngành dịch vụ tài chính Sydney năm 2017 tạo ra 9% GDP quốc gia và lớn hơn ngành dịch vụ tài chính ở Hồng Kông và Singapore. Một phòng thí nghiệm đổi mới công nghệ tài chính đã được đưa ra tại Hồng Kông vào năm 2015. Vào năm 2015, Cơ quan Tiền tệ Singapore đã khởi động một sáng kiến mang tên Fintech và Tập đoàn Thông tin để thu hút những người mới bắt đầu từ khắp nơi trên thế giới. Nó cam kết chi 225 triệu đô la trong khu vực fintech trong năm năm tới.

## Giải thưởng và công nhận
Tạp chí tài chính Forbes đã tạo ra một danh sách những kẻ phá hoại hàng đầu về công nghệ tài chính cho tạp chí Fintech 50 của tạp chí Forbes 2016.
Một báo cáo được công bố vào tháng 2 năm 2016 bởi EY thực hiện bởi UK Treasury so sánh 7 trung tâm hàng đầu FinTech. Nó xếp hạng California đầu tiên cho 'tài năng' và 'thủ đô', Vương quốc Anh đầu tiên cho 'chính sách của chính phủ' và thành phố New York đầu tiên cho 'nhu cầu'.